# Lužnice (přírodní památka)
Lužnice je přírodní památka v okresech České Budějovice a Tábor. Chráněné území s rozlohou 432,24 ha bylo vyhlášeno 2. ledna 2014 a tvoří ho koryto řeky Lužnice od soutoku s Nežárkou ve Veselí nad Lužnicí až k soutoku s Vltavou. Ve Veselí nad Lužnicí zahrnuje také krátký úsek řeky Nežárky od hranice CHKO Třeboňsko k soutoku s Lužnicí. Důvodem jeho zřízení je ochrana vzácných a ohrožených druhů rostlin a živočichů a jejich biotopů. Vyskytuje se zde např. velevrub tupý (Unio crassus), piskoř pruhovaný (Misgurnus fossilis) nebo vydra říční (Lutra lutra).
Přírodní památka „Lužnice“ je součástí evropsky významné lokality Natura 2000 „Lužnice a Nežárka“, která má rozlohu 859,5027 ha.